# Pont-canal de Radel
 (mars 2015).
Le Pont-canal de Radel  est un des nombreux ponts de ce type du Canal du Midi. Celui-ci enjambe le ruisseau des Brougues à Avignonet-Lauragais.